# Thalassia Periochi Kythiron
Thalassia Periochi Kythiron este o arie protejată (arie de protecție specială avifaunistică — SPA) din Grecia întinsă pe o suprafață de 32.573,94 ha, integral marine.

## Localizare
Centrul sitului Thalassia Periochi Kythiron este situat la coordonatele 36°09′29″N 23°04′17″E / 36.158034°N 23.071336°E.

## Înființare
Situl Thalassia Periochi Kythiron a fost declarat arie de protecție specială avifaunistică în baza directivei 79/409 din 1979 referitoare la conservarea păsărilor sălbatice pentru a proteja 1 specie de animale.

## Biodiversitate
Situată în ecoregiunea marină mediteraneană, aria protejată nu include niciun habitat protejat.
La baza desemnării sitului se află o specie protejată de  păsări: Phalacrocorax aristotelis desmarestii.